# NGC 5623
NGC 5623 је елиптична галаксија у сазвежђу Волар која се налази на NGC листи објеката дубоког неба.
Деклинација објекта је + 33° 15' 11" а ректасцензија 14h 27m 8,7s. Привидна величина (магнитуда) објекта NGC 5623 износи 12,5 а фотографска магнитуда 13,5. NGC 5623 је још познат и под ознакама UGC 9260, MCG 6-32-35, CGCG 192-21, PGC 51598.